# Greensboro Swarm 2020-2021
La stagione 2020-21 dei Greensboro Swarm fu la 5ª nella NBA D-League per la franchigia.
I Greensboro Swarm arrivarono quindicesimi nella regular season con un record di 5-10, non qualificandosi per i play-off.

## Roster
|    | Naz.                   | Ruolo | Sportivo          | Anno | Alt. | Peso |  |
| -- | ---------------------- | ----- | ----------------- | ---- | ---- | ---- |  |
| 1  | Stati Uniti (bandiera) | A     | Kahlil Whitney    | 2001 | 198  | 95   |  |
| 2  | Stati Uniti (bandiera) | G     | Kobi Simmons      | 1997 | 196  | 75   |  |
| 5  | Stati Uniti (bandiera) | A     | Jeff Roberson     | 1996 | 198  | 100  |  |
| 7  | Stati Uniti (bandiera) | G     | Grant Riller      | 1997 | 191  | 86   |  |
| 8  | Stati Uniti (bandiera) | G     | Ray McCallum      | 1991 | 191  | 86   |  |
| 11 | Stati Uniti (bandiera) | G     | Keandre Cook      | 1997 | 196  | 85   |  |
| 12 | Stati Uniti (bandiera) | C     | Javin DeLaurier   | 1998 | 208  | 106  |  |
| 13 | Stati Uniti (bandiera) | G     | Ahmed Hill        | 1995 | 196  | 95   |  |
| 14 | Giamaica (bandiera)    | C     | Nick Richards     | 1997 | 211  | 111  |  |
| 20 | Stati Uniti (bandiera) | A     | Xavier Sneed      | 1997 | 196  | 98   |  |
| 22 | Stati Uniti (bandiera) | AC    | Vernon Carey      | 2001 | 206  | 122  |  |
| 25 | Stati Uniti (bandiera) | A     | Admiral Schofield | 1997 | 196  | 109  |  |
| 30 | Canada (bandiera)      | G     | Nate Darling      | 1998 | 196  | 91   |  |
| 32 | Stati Uniti (bandiera) | GA    | K.J. McDaniels    | 1993 | 198  | 93   |  |
|    | Stati Uniti (bandiera) | A     | Jalen McDaniels   | 1998 | 208  | 93   |  |

## Staff tecnico
- Allenatore: Jay Hernandez
- Vice-allenatori: Nicholas Saenz, Jeff Lebo
- Preparatore atletico: Tyler Lesher